# Андреев, Борис Андреевич (спортсмен)
Борис Андреевич Андреев (10 сентября 1927 — 6 сентября 1962, Билимбай, Первоуральский район, Свердловская область) — советский футболист и хоккеист, тренер. В футболе выступал на позиции нападающего, в хоккее — вратаря.

## Биография
В начале карьеры выступал в футболе за свердловское «Динамо». В 1946 году со своим клубом стал победителем зонального турнира третьей группы, в 1947—1949 годах выступал в классе «Б». В 1950—1952 годах играл в соревнованиях коллективов физкультуры.
В хоккее с шайбой играл за динамовцев сначала в первой лиге, стал победителем зонального турнира и серебряным призёром финального турнира в сезоне 1948/49. В сезоне 1949/50 дебютировал в высшей лиге, где провёл несколько сезонов.
В середине 1950-х годов выступал в первой лиге по хоккею за свердловский «Спартак», в сезоне 1954/55 стал победителем турнира.
В 1953—1960 годах был играющим тренером коллектива физкультуры по футболу «Металлург» (Динасовый завод) из Первоуральска.
Скончался 6 сентября 1962 года на 35-м году жизни. Похоронен на Широкореченском кладбище.